# ۱۰۰۱ آلبومی که قبل از مرگ باید بشنوید
۱۰۰۱ آلبومی که قبل از مرگ باید بشنوید (انگلیسی: 1001 Albums You Must Hear Before You Die) یک کتاب مرجع در زمینهٔ موسیقی است که اولین بار در سال ۲۰۰۵ توسط انتشارات یونیورس منتشر شد. بخشی از این مجموعه، نوشته‌ها و اطلاعاتی را در مورد آلبوم‌هایی جمع‌آوری می‌کند که توسط گروهی از منتقدان موسیقی انتخاب شده‌اند تا مهم‌ترین، تأثیرگذارترین و بهترین‌ها در موسیقی عامه‌پسند میان دهه‌های ۱۹۵۰ و ۲۰۱۰ را معرفی کنند. این کتاب توسط رابرت دیمری، نویسنده و ویراستار انگلیسی که قبلاً برای مجلاتی مانند تایم اوت و وگ کار کرده بود، ویرایش شده‌است. موسیقی‌دان انگلیسی دیوید بویی با نه آلبوم، دارندهٔ بیشترین تعداد عنوان در این کتاب است.